# Wosk pszczeli

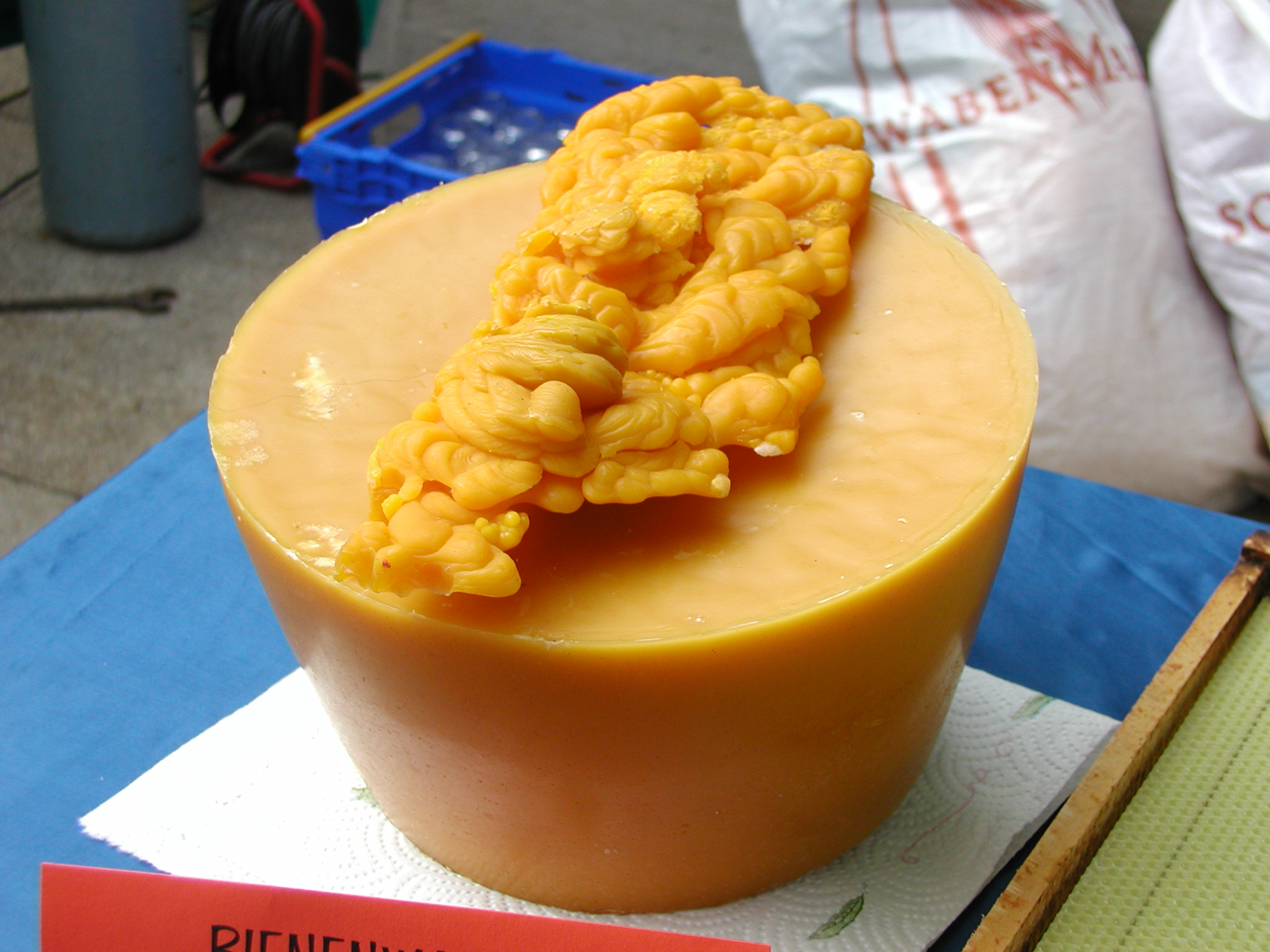
Wosk pszczeli

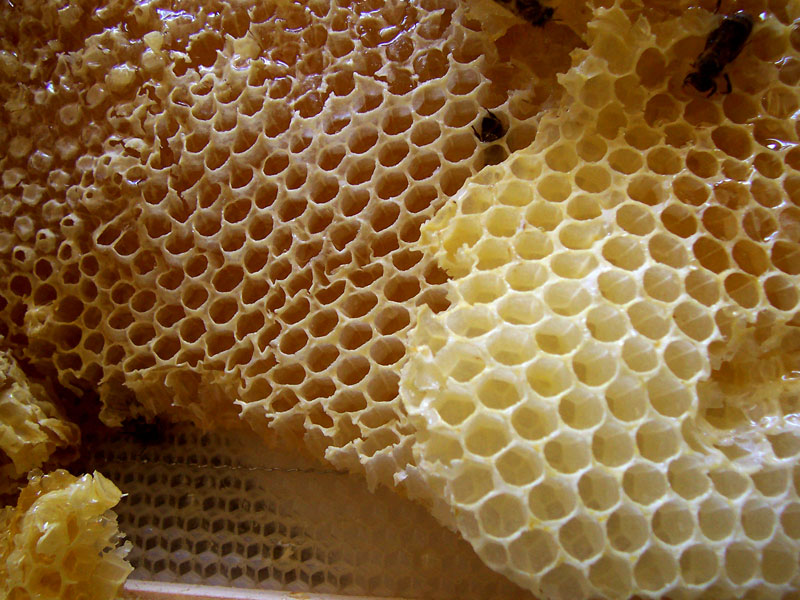
Plaster wykonany z wosku

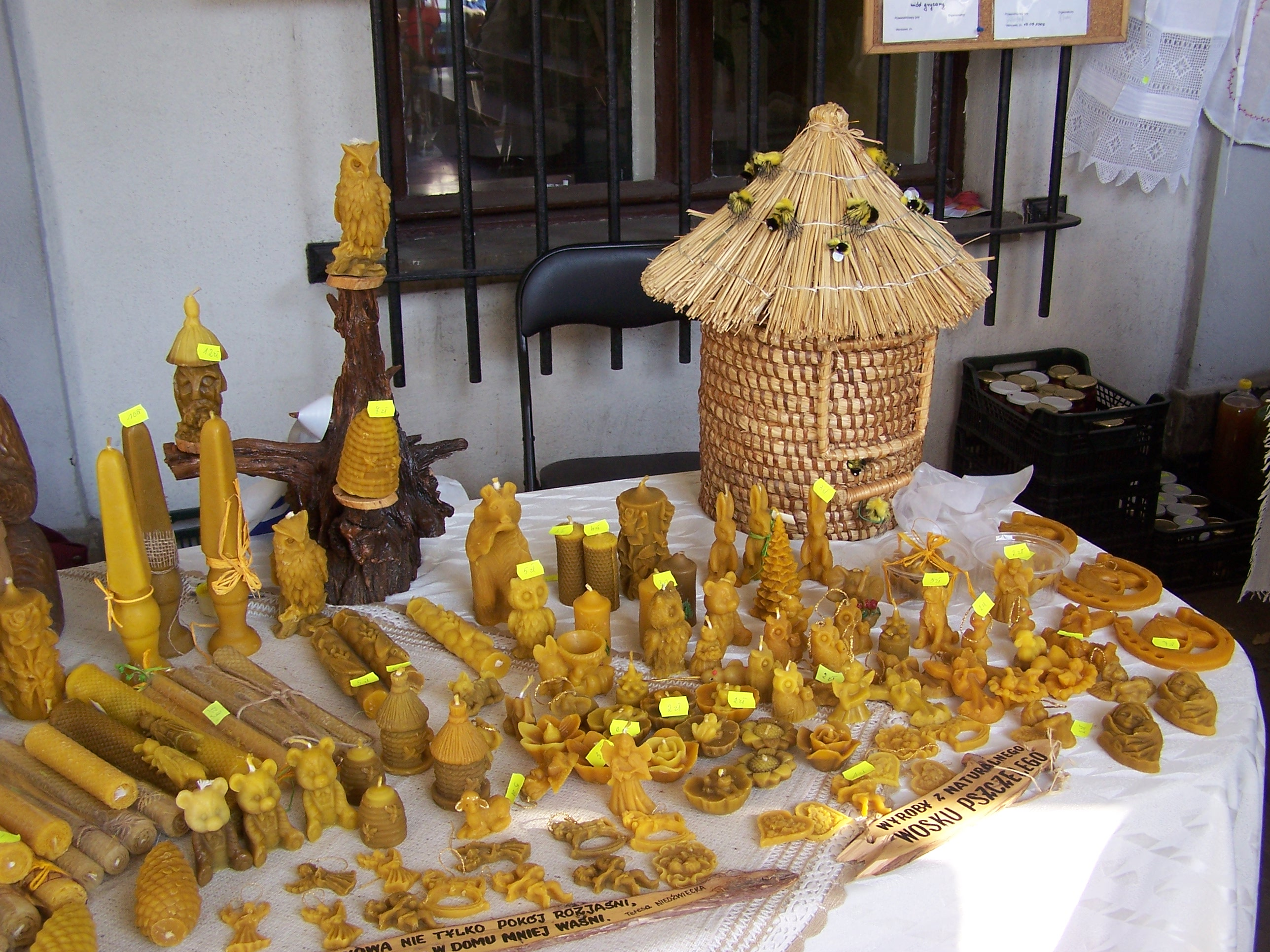
Świece i figurki z wosku pszczelego

Wosk pszczeli (wosk żółty, łac. Cera flava, Cera apium) – wydzielina gruczołów woskowych pszczół służąca im do budowania plastrów w ulu.
Gruczoły woskowe pszczół znajdują się na spodniej części odwłoka pszczoły robotnicy. Produkcja wosku zależy od jej wieku. Największa jest w trzecim tygodniu życia pszczoły.
W temperaturze pokojowej jest ciałem stałym. Topi się przy 62–72 °C (w zależności od składu). Jego ciężar właściwy wynosi 0,954–0,969 g /cm³. Wydzielony na powierzchni odwłoka pszczoły ma barwę białawą i jest nieco przezroczysty. Ciemniejsze zabarwienie wosku plastra spowodowane jest domieszką kitu pszczelego oraz zanieczyszczeniami. W miarę upływu czasu wosk w plastrze zmienia barwę na ciemnożółtą, a nawet ciemnobrązową.
W przemyśle spożywczym posiada oznaczenie E-901.
Syntetyczny wosk pszczeli jest wysoce rafinowanym produktem ropy naftowej.

## Skład chemiczny
Jest to mieszanina kwasów organicznych, hydroksykwasów, alkoholi jednohydroksylowych i dwuhydroksylowych, estrów i węglowodorów (alkan hentriakontan stanowi ok. 8–9% wosku pszczelego). W zależności od uwarunkowań genetycznych rodziny pszczelej oraz czynników środowiskowych skład może się nieco zmieniać. W wosku występują między innymi kwas palmitynowy, cerotynowy, melisowy, cerylowy, mirycylowy oraz estry kwasu octowego i walerianowego.
W niektórych krajach szczególnie ceniony jest wosk z zasklepin komórek plastrów (ros. i ukr. забрус, „zabrus”), któremu przypisuje się właściwości antyseptyczne.

## Historia
Pytanie o pochodzenie wosku w siedzibach pszczoły miodnej zajmowało filozofów i naukowców od tysiącleci. Arystoteles przypuszczał, że wosk pochodzi z kwiatów. To przekonanie przetrwało aż do renesansu. W roku 1744 pojawiła się wzmianka o tym, że pszczoły same produkują wosk (H. C. Hornbostel). Dopiero po upływie prawie 50 lat informacje te zostały potwierdzone (J. Hinter), a w roku 1812 szwajcarski pszczelarz François Huber opublikował swoje spostrzeżenia na ten temat.
Sposób, w jaki pszczoły wydzielają wosk, został dokładniej opisany w roku 1912 (L. Dreyling).

## Zastosowanie
Wosk pszczeli stosowany jest:
- do produkcji węzy pszczelej,
- do produkcji świec, które zapalone pachną miodem; świece woskowe są ważnym elementem liturgii kościołów wielu wyznań,
- do produkcji środków czystości typu pasty, nabłyszczacze, jako środek polerski w produkcji cukierniczej i farmaceutycznej,
- wybielony na słońcu lub za pomocą substancji chemicznych wosk pszczeli nosi nazwę wosku białego (łac. Cera alba) i jest stosowany np. do produkcji kosmetyków.
- do produkcji różnych leków